# Xavi Vierge
Xavier Vierge Zafra (Castellbisbal, Barcelona, España, 30 de abril de 1997) es un piloto de motociclismo español que participa en el Campeonato Mundial de Superbikes con el equipo Honda HRC.

## Biografía
Nació en Barcelona, Vierge finalizó el Campeonato Europeo FIM CEV Moto2 2015 en el segundo puesto. En el mismo año hizo su debut en el Campeonato del Mundo de Moto2 como reemplazo permanente de Ricard Cardús en el equipo Tech 3 desde la décima ronda de la temporada en adelante, sin marcar puntos de campeonato. Fue mantenido en el equipo para 2016; anotó sus primeros puntos de Gran Premio de Argentina y logró su mejor resultado al terminar octavo en Sepang y al final de la temporada le fue otorgado el premio al Novato del Año de Moto2.

## Resultados

### CEV Moto3
| Temporada | 1       | 2      | 3       | 4       | 5      | 6       | 7       | 8       | 9      | Pos. | Pts. |
| --------- | ------- | ------ | ------- | ------- | ------ | ------- | ------- | ------- | ------ | ---- | ---- |
| 2012      | JER Ret | NAV 10 | ARA 13  | CAT 12  | ALB 5  | ALB 9   | VAL Ret |         |        | 15.º | 31   |
| 2013      | CAT Ret | CAT 12 | ARA Ret | ALB Ret | ALB 15 | NAV Ret | VAL 12  | VAL Ret | JER 17 | 27.º | 9    |

### CEV Moto2
| Temporada | 1       | 2       | 3       | 4       | 5     | 6     | 7     | 8     | 9     | 10    | 11    | Pos. | Pts. |
| --------- | ------- | ------- | ------- | ------- | ----- | ----- | ----- | ----- | ----- | ----- | ----- | ---- | ---- |
| 2014      | JER Ret | ARA Ret | ARA 3   | CAT Ret | ALB 3 | NAV 1 | NAV 3 | ALG 2 | ALG 9 | VAL 5 |       | 4.º  | 111  |
| 2015      | ALG 2   | ALG 1   | CAT Ret | ARA 3   | ARA 2 | ALB 1 | NAV 1 | NAV 2 | JER 1 | VAL 1 | VAL 1 | 2.º  | 226  |

### Campeonato del Mundo de Motociclismo
Sistema de puntuación de 1993 hasta 2022:
| Posición | 1.º | 2.º | 3.º | 4.º | 5.º | 6.º | 7.º | 8.º | 9.º | 10.º | 11.º | 12.º | 13.º | 14.º | 15.º |
| Puntos   | 25  | 20  | 16  | 13  | 11  | 10  | 9   | 8   | 7   | 6    | 5    | 4    | 3    | 2    | 1    |

#### Por temporada
| Temp. | Cat.  | Moto   | Equipo                  | N.º   | Carreras | Victorias | Podios | Poles | V.Ráp. | Pts. | Pos. |
| ----- | ----- | ------ | ----------------------- | ----- | -------- | --------- | ------ | ----- | ------ | ---- | ---- |
| 2015  | Moto2 | Tech 3 | Tech 3                  | 97    | 9        | 0         | 0      | 0     | 0      | 0    | NC   |
| 2016  | Moto2 | Tech 3 | Tech 3 Racing           | 97    | 18       | 0         | 0      | 0     | 0      | 37   | 20.º |
| 2017  | Moto2 | Tech 3 | Tech 3 Racing           | 97    | 15       | 0         | 1      | 0     | 0      | 98   | 11.º |
| 2018  | Moto2 | Kalex  | Dynavolt Intact GP      | 97    | 17       | 0         | 2      | 1     | 2      | 131  | 11.º |
| 2019  | Moto2 | Kalex  | EG 0,0 Marc VDS         | 97    | 18       | 0         | 0      | 1     | 0      | 81   | 13.º |
| 2020  | Moto2 | Kalex  | Petronas Sprinta Racing | 97    | 15       | 0         | 0      | 1     | 0      | 79   | 10.º |
| 2021  | Moto2 | Kalex  | Petronas Sprinta Racing | 97    | 18       | 0         | 1      | 0     | 0      | 93   | 11.º |
| Total | Total | Total  | Total                   | Total | 110      | 0         | 4      | 3     | 2      | 519  |      |

#### Carreras por año
(Carreras en negrita indica pole position, carreras en cursiva indica vuelta rápida)
| Año  | Cat.  | Moto   | 1       | 2       | 3       | 4       | 5       | 6       | 7      | 8       | 9       | 10      | 11      | 12     | 13      | 14      | 15      | 16      | 17      | 18      | 19      | Pos. | Pts. |
| ---- | ----- | ------ | ------- | ------- | ------- | ------- | ------- | ------- | ------ | ------- | ------- | ------- | ------- | ------ | ------- | ------- | ------- | ------- | ------- | ------- | ------- | ---- | ---- |
| 2015 | Moto2 | Tech 3 | QAT     | AME     | ARG     | SPA     | FRA     | ITA     | CAT    | NED     | GER     | IND Ret | CZE Ret | GBR 22 | RSM 23  | ARA 16  | JPN Ret | AUS 19  | MAL 22  | VAL 17  |         | NC   | 0    |
| 2016 | Moto2 | Tech 3 | QAT Ret | ARG 14  | AME 20  | SPA Ret | FRA 15  | ITA Ret | CAT 20 | NED 17  | GER Ret | AUT 16  | CZE 12  | GBR 13 | RSM 12  | ARA 17  | JPN 11  | AUS 10  | MAL 8   | VAL 12  |         | 20.º | 37   |
| 2017 | Moto2 | Tech 3 | QAT 9   | ARG 5   | AME 9   | SPA Ret | FRA 9   | ITA DNS | CAT 8  | NED DNS | GER     | CZE 5   | AUT Ret | GBR 12 | RSM 15  | ARA 14  | JPN 2   | AUS 5   | MAL 8   | VAL Ret |         | 11.º | 98   |
| 2018 | Moto2 | Kalex  | QAT 8   | ARG 2   | AME Ret | SPA 4   | FRA 5   | ITA 9   | CAT 5  | NED Ret | GER 7   | CZE 5   | AUT DNS | GBR C  | RSM 10  | ARA Ret | THA 11  | JPN 7   | AUS 3   | MAL 11  | VAL Ret | 11.º | 131  |
| 2019 | Moto2 | Kalex  | QAT 10  | ARG DNS | AME Ret | SPA 6   | FRA 5   | ITA 12  | CAT 8  | NED Ret | GER Ret | CZE 24  | AUT Ret | GBR 10 | RSM 8   | ARA 10  | THA Ret | JPN Ret | AUS Ret | MAL 4   | VAL 7   | 13.º | 81   |
| 2020 | Moto2 | Kalex  | QAT 9   | SPA 10  | AND 8   | CZE 12  | AUT 5   | EST 6   | RSM 4  | ERM Ret | CAT Ret | FRA Ret | ARA 16  | TER 12 | EUR 9   | VAL 13  | POR 10  |         |         |         |         | 10.º | 79   |
| 2021 | Moto2 | Kalex  | QAT Ret | DOH 9   | POR 7   | SPA 6   | FRA Ret | ITA Ret | CAT 3  | GER Ret | NED 8   | EST 9   | AUT 14  | GBR 8  | ARA Ret | RSM 8   | AME 8   | ERM Ret | ALG Ret | VAL 6   |         | 11.º | 93   |

### Campeonato Mundial de Superbikes

#### Por temporada
| Temp. | Motocicleta       | Equipo    | Carreras | Victorias | Podios | Poles | V.Rap. | Pts. | Pos.  |
| ----- | ----------------- | --------- | -------- | --------- | ------ | ----- | ------ | ---- | ----- |
| 2022  | Honda CBR1000RR-R | Team HRC  | 36       | 0         | 0      | 0     | 0      | 164  | 10.º  |
| 2023  | Honda CBR1000RR-R | Team HRC  | 36       | 0         | 1      | 0     | 0      | 149  | 10.º  |
| 2024  | Honda CBR1000RR-R | Team HRC  | 36       | 0         | 0      | 0     | 0      | 137  | 11.º  |
| 2025  | Honda CBR1000RR-R | Honda HRC | 9        | 0         | 0      | 0     | 0      | 37*  | 12.º* |
| Total | Total             | Total     | 117      | 0         | 1      | 0     | 0      | 487  |       |

- * Temporada en curso.

#### Carreras por año
(Carreras en negrita indica pole position, carreras en cursiva indica vuelta rápida)
| Año  | Moto  | 1      | 1      | 1      | 2      | 2      | 2       | 3      | 3       | 3       | 4      | 4      | 4       | 5       | 5      | 5      | 6      | 6       | 6       | 7      | 7       | 7       | 8      | 8       | 8     | 9      | 9      | 9     | 10     | 10    | 10     | 11     | 11    | 11     | 12     | 12      | 12      | Pos.  | Pts. |
| Año  | Moto  | R1     | CS     | R2     | R1     | CS     | R2      | R1     | CS      | R2      | R1     | CS     | R2      | R1      | CS     | R2     | R1     | CS      | R2      | R1     | CS      | R2      | R1     | CS      | R2    | R1     | CS     | R2    | R1     | CS    | R2     | R1     | CS    | R2     | R1     | CS      | R2      | Pos.  | Pts. |
| ---- | ----- | ------ | ------ | ------ | ------ | ------ | ------- | ------ | ------- | ------- | ------ | ------ | ------- | ------- | ------ | ------ | ------ | ------- | ------- | ------ | ------- | ------- | ------ | ------- | ----- | ------ | ------ | ----- | ------ | ----- | ------ | ------ | ----- | ------ | ------ | ------- | ------- | ----- | ---- |
| 2022 | Honda | SPA 7  | SPA 9  | SPA 8  | NED 11 | NED 12 | NED 9   | POR 5  | POR Ret | POR 9   | ITA 7  | ITA 4  | ITA Ret | GBR 13  | GBR 15 | GBR 13 | CZE 15 | CZE 10  | CZE 7   | FRA 13 | FRA Ret | FRA Ret | SPA 12 | SPA 7   | SPA 6 | POR 8  | POR 10 | POR 8 | ARG 9  | ARG 8 | ARG 6  | INA 6  | INA 9 | INA 7  | AUS 8  | AUS 8   | AUS Ret | 10.º  | 164  |
| 2023 | Honda | AUS 7  | AUS 12 | AUS 11 | INA 7  | INA 6  | INA 3   | NED 11 | NED 9   | NED Ret | SPA 8  | SPA 9  | SPA 6   | ITA 10  | ITA 8  | ITA 5  | GBR 11 | GBR 14  | GBR Ret | ITA 12 | ITA 19  | ITA 14  | CZE 17 | CZE Ret | CZE 9 | FRA 12 | FRA 9  | FRA 9 | SPA 12 | SPA 7 | SPA 8  | POR 10 | POR 9 | POR 15 | SPA 10 | SPA 11  | SPA 13  | 10.º  | 149  |
| 2024 | Honda | AUS 10 | AUS 12 | AUS 13 | BAR 14 | BAR 15 | BAR 14  | NED 10 | NED 12  | NED 10  | MIS 16 | MIS 13 | MIS Ret | GBR Ret | GBR 15 | GBR 15 | CZE 14 | CZE Ret | CZE 11  | POR 13 | POR 7   | POR 9   | FRA 7  | FRA 5   | FRA 7 | ITA 6  | ITA 8  | ITA 8 | ARA 8  | ARA 9 | ARA 10 | EST 8  | EST 7 | EST 6  | SPA 7  | SPA Ret | SPA 13  | 11.º  | 137  |
| 2025 | Honda | AUS 11 | AUS 11 | AUS 11 | POR 5  | POR 8  | POR Ret | NED 6  | NED Ret | NED 12  | ITA    | ITA    | ITA     | CZE     | CZE    | CZE    | MIS    | MIS     | MIS     | GBR    | GBR     | GBR     | HUN    | HUN     | HUN   | FRA    | FRA    | FRA   | ARA    | ARA   | ARA    | EST    | EST   | EST    | SPA    | SPA     | SPA     | 12.º* | 37*  |

- * Temporada en curso.